# Petnek
Petnek románul: Petnic, falu Romániában, a Bánságban, Krassó-Szörény megyében.

## Fekvése
Herkulesfürdőtől északnyugatra fekvő település.

## Története
Petnek nevét 1603-ban említette először oklevél Petnik néven.
1717-ben Petnikul, 1808-ban Pettnik ~ Petnik, 1913-ban Petnek néven említették.
Az 1603 évi portális összeirása szerint Petnek (Petuik) birtokosai a Fiáth, a Pribék, Barkóczi, Gerlistyei, Zákán és Laczugh családok voltak.
Petnik a török háborúk előtt nem a mai helyén állt, hanem kissé távolabb, a Lunka vidékén feküdt.
1717-ben Petnikul néven, 42 házzal az orsovai kerülethez tartozott. A zsupaneki zászlóalj alakításakor még kincstári birtok, 1774-ben azonban Petnik is ahhoz csatlakozott csatoltatott. A következő évben az utóbbi zászlóalj beolvasztásával  alakult meg az oláhíllir határezred, és ennek területén Petnik 6 faluból álló század székhelye volt.
A trianoni békeszerződés előtt Krassó-Szörény vármegye Orsovai járásához tartozott.
1910-ben 1238 lakosából 9 magyar, 1209 román volt. Ebből 1227 görög keleti ortodox volt.

## Források

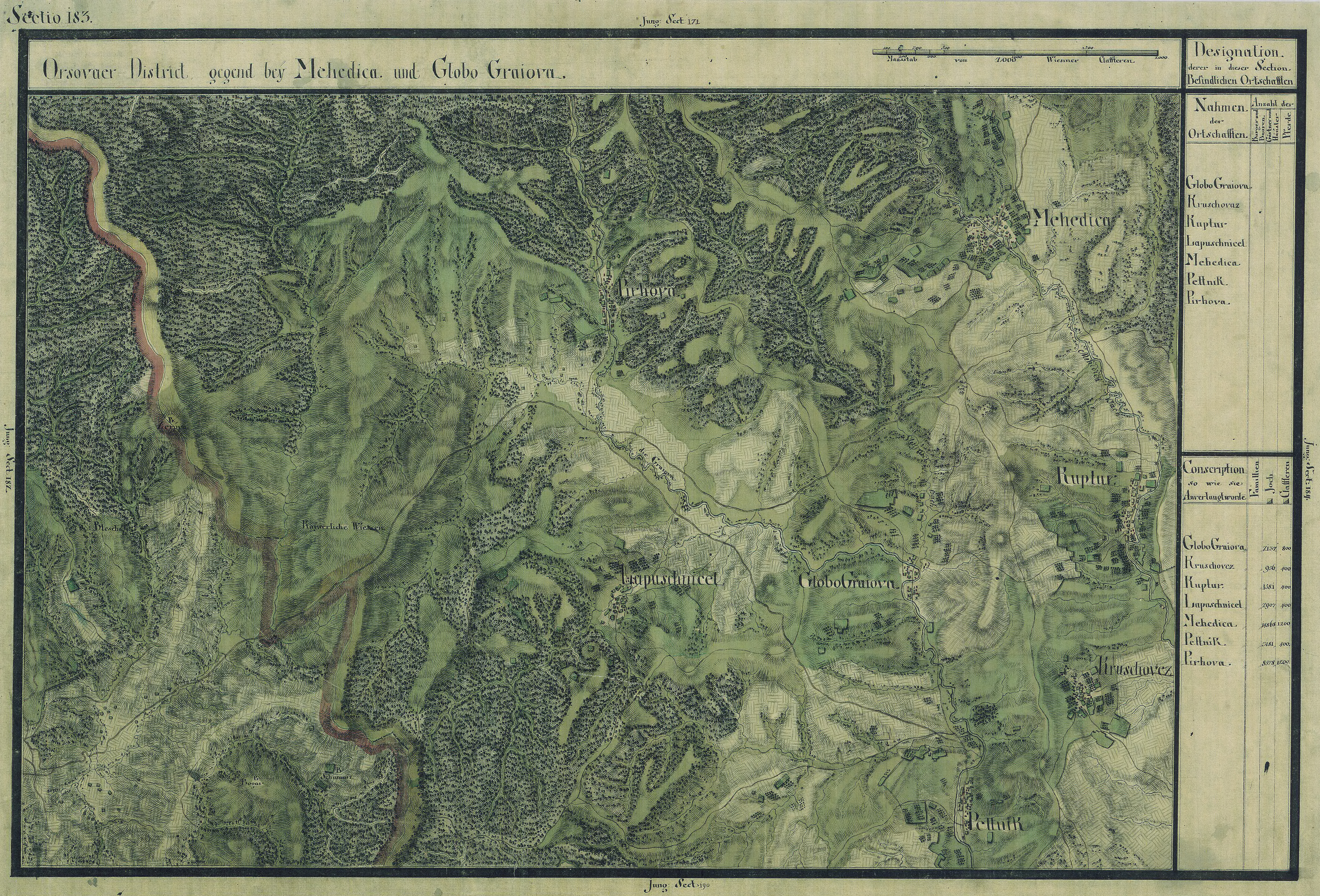
Petnek egy régi, az 1700-as évekből való térképen